# Stéphanie Van Bree
Stéphanie Van Bree (* 10. November 1986) ist eine belgische Volleyball- und Beachvolleyballspielerin.

## Karriere
Van Bree spielte in der Halle zunächst für den belgischen Erstligisten Asterix Kieldrecht. Von dort wechselte die Außenangreiferin zu VDK Gent Dames. Mit der Nationalmannschaft nahm sie an der Europameisterschaft 2007 im eigenen Land teil. In der Saison 2011/12 war sie wieder für Kieldrecht aktiv.
Ihre ersten internationalen Turniere im Sand absolvierte Van Bree 2009 mit Goedele Van Cauteren. 2011 gewann sie mit Karolien Verstrepen die belgische Meisterschaft. 2012 bildete sie ein neues Duo mit Liesbet Van Breedam. Bei der EM 2012 in Scheveningen schieden die beiden Belgierinnen ohne Satzgewinn nach der Vorrunde aus.